# The Lost Islands
The Lost Islands (Las Islas Perdidas en España e Hispanoamérica) es una serie de Televisión de Australia que empezó a ser emitida en ese país el 1 de enero de 1976 y fue transmitida en varios países del mundo entre ellos, España (1978), Reino Unido, Francia (y otros países de Europa), Israel, Nueva Zelanda, Estados Unidos, México y varios países latinoamericanos.

## Argumento
El navío "United World" con 40 adolescentes que realizan un viaje alrededor del mundo se encuentra con una huracán en el océano Pacífico. Casi todos logran escapar de la nave pero cinco de ellos quedan a bordo. La tormenta lleva al barco a una isla aparentemente desierta.
Tambú es una isla gobernada por un tirano llamado "Gran Q" (quién supuestamente tiene dos siglos de edad y es inmortal), el cual llegó a la isla en un viaje en busca de la Nueva Holanda (antiguo nombre de Australia). "Q" viste un hábito que lo cubre completamente y no permite verle el rostro. En Tambú habitan los descendientes de los sobrevivientes de aquel viaje en un estilo de vida de una colonia europea ultramarina del siglo XVIII. Junto a Tambú hay otra isla llamada Malo, poblada por convictos condenadados a la búsqueda de la "hierba azul" cuyo consumo permite al "Gran Q" no envejecer.
Los chicos entablan amistad con los Quinn, una familia local (que al igual que todas las demás tienen apellido que empieza con la letra Q) quienes los ocultan aprovechando la superstición de que en isla habitan espíritus perversos. La trama de casi todos los capítulos tratan del desafío de los adolescentes contra "Q" y sus secuaces, ya que el tirano teme que el conocimiento del mundo exterior ponga en peligro su reinado.

## Producción
A diferencia de otras series australianas, esta fue producida por una cadena televisiva en asociación con la red local Ten Network y los estudios de la Paramount en el continente americano.

## Reparto
- Tony Hughes como Tony.
- Jane Vallis como Anna.
- Robert Edgington como David.
- Amanda Ma como Su-Ying.
- Chris Benaud como Mark.
- Margaret Nelson como Helen Margaret Quinn.
- Rodney Bell como Aaron James Quinn.
- Ric Hutton como El primer ministro Rufus Quad.
- Ron Haddrick como El Gran "Q".
- Cornelia Frances como Elizabeth Quinn.
- Michael Howard como Jason Quinn.
- Willie Fennell como Jeremiah Quizzle.
- Ron Blanchard como Quell.
- Frank Gallacher como Quig.
- Don Pascoe como Adam Quinn.
- Wallace Eaton como Quilter.